# Zonnekalender van Tiel

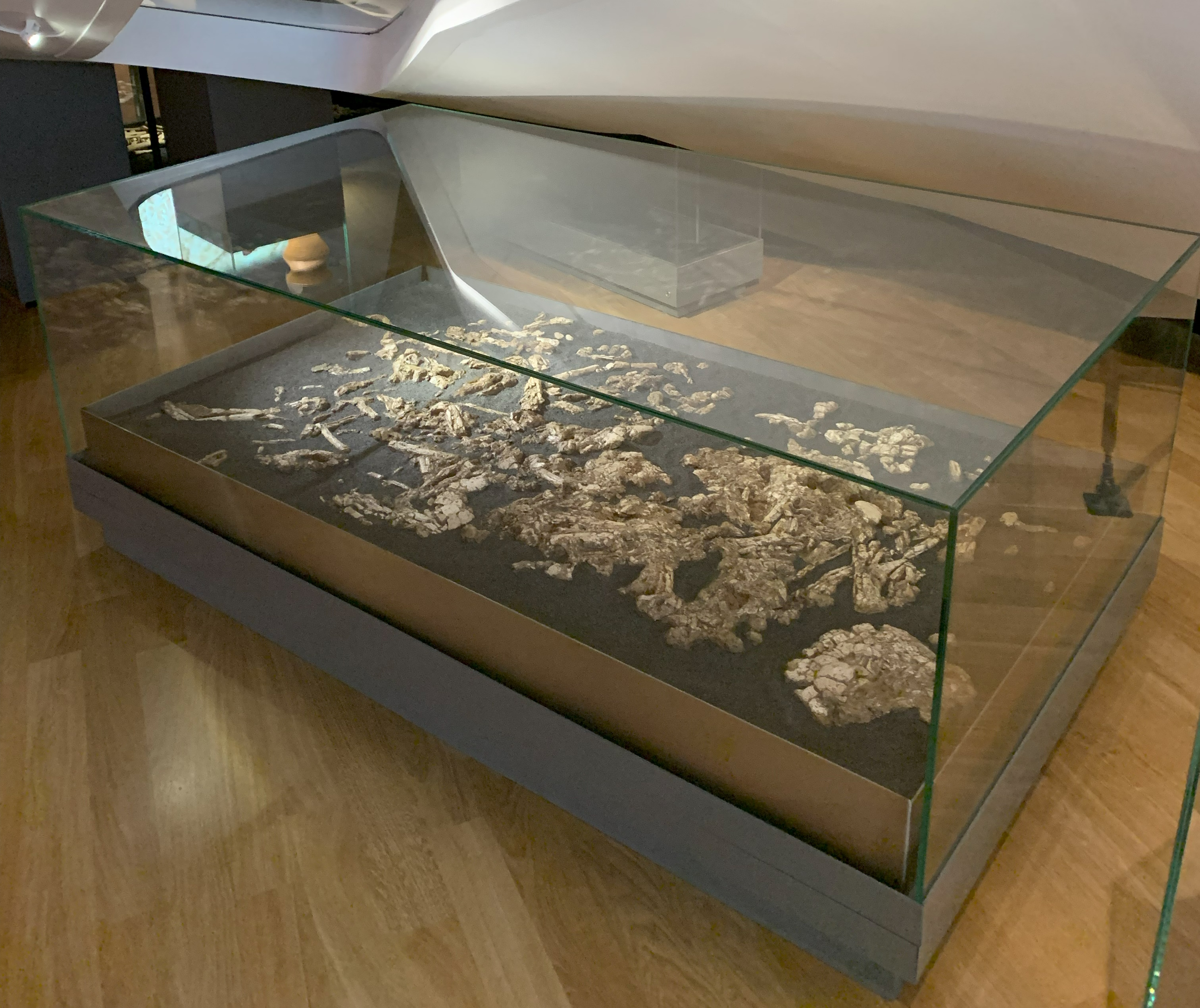
Gemeenschappelijk graf gevonden in Medel-De Roeskamp uit 3700-3600 v.Chr. Het graf bevat de resten van elf mensen waaronder twee jonge kinderen.
(Rijksmuseum van Oudheden)

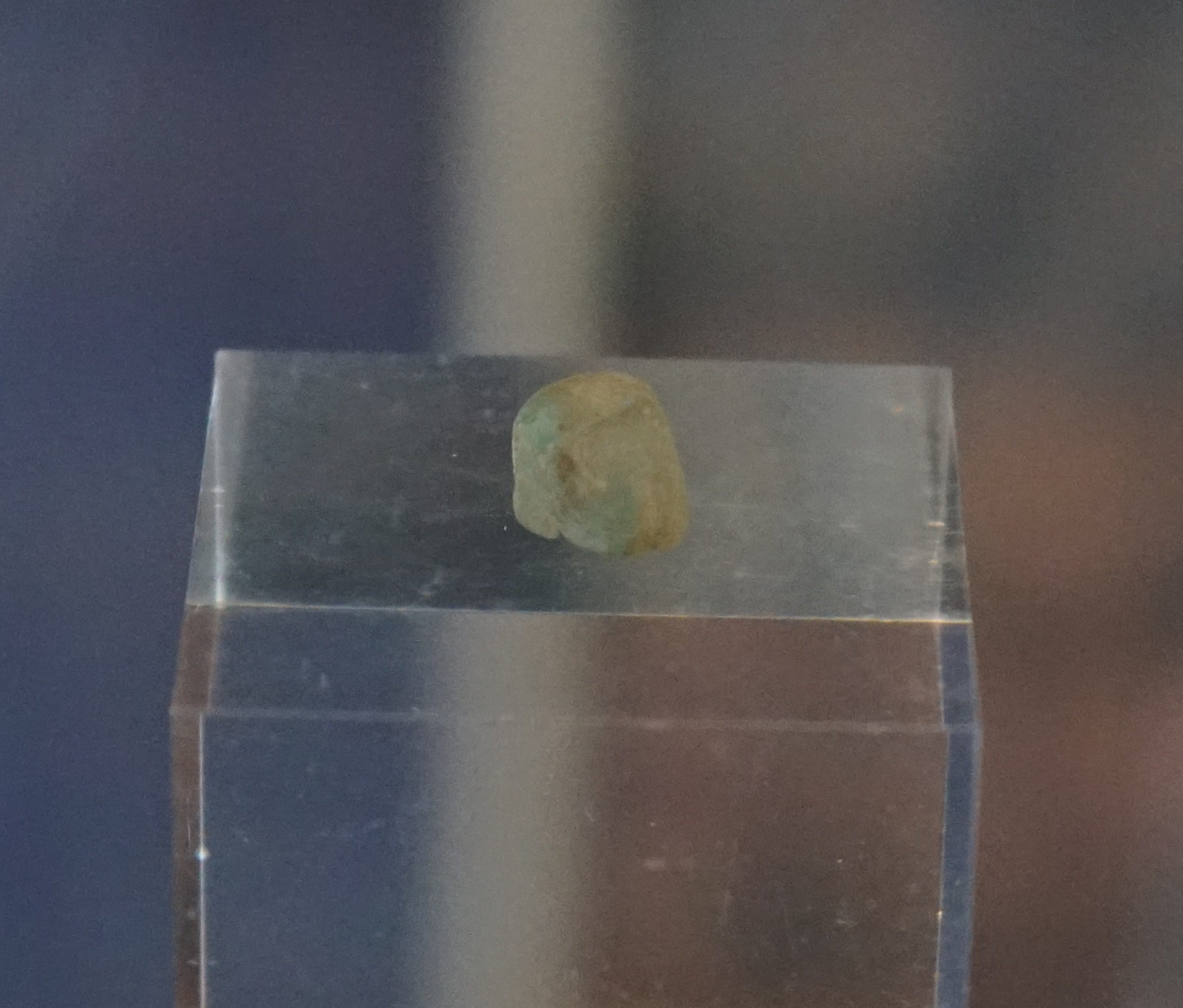
De kraal uit Mesopotamië.
(Flipje & Streekmuseum, Tiel)

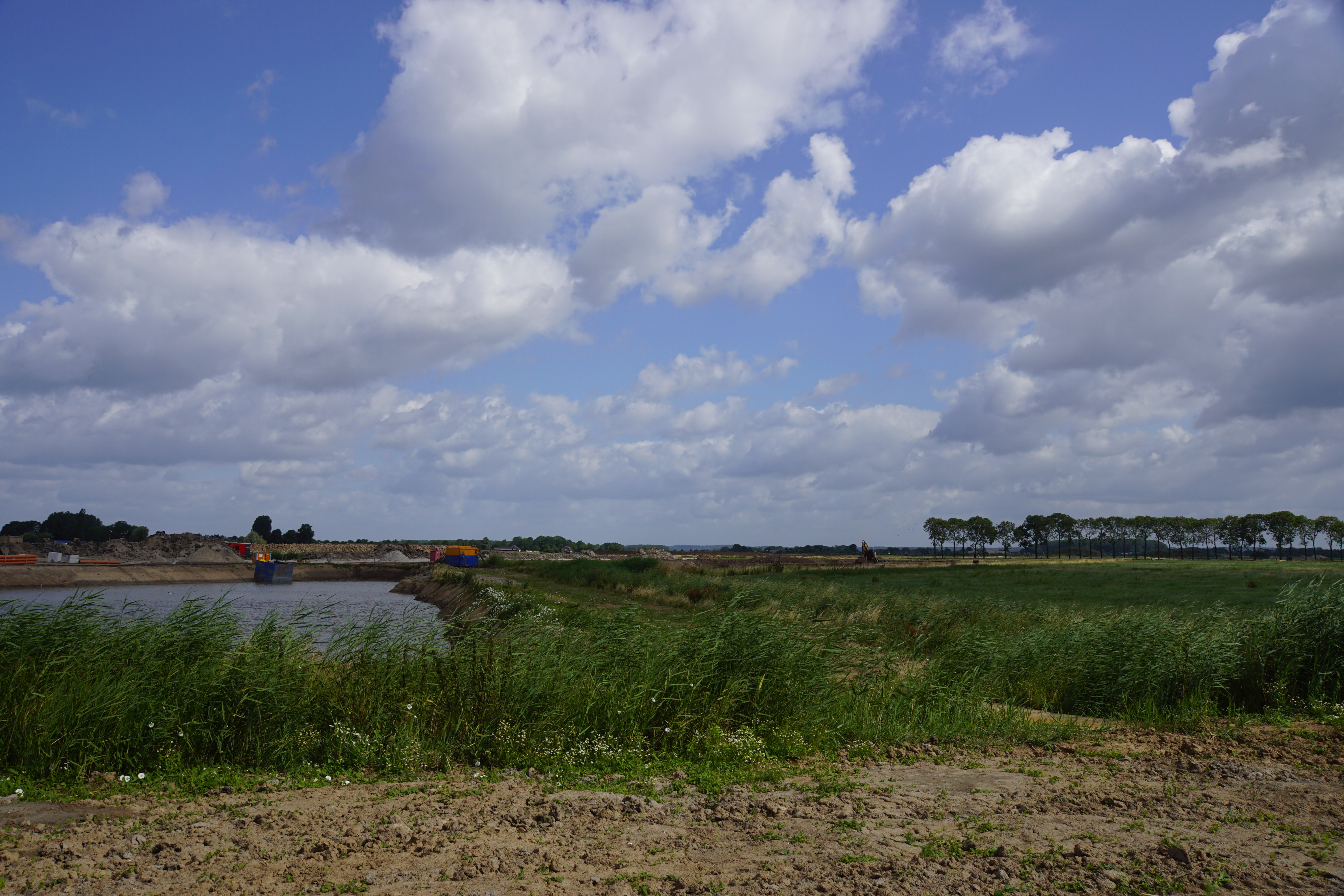
De plaats van de zonnekalender in 2023: de gemeente Tiel laat er loodsen bouwen.

De zonnekalender van Tiel was onderdeel van een groot ritueel grafheuvellanddschap uit de prehistorie. Het werd in 2017 ontdekt bij archeologische opgravingen tijdens een uitbreiding van bedrijventerrein Medel in Tiel.
Na archeologische werkzaamheden tussen 2017 en 2020 en verdere analyse en studie van de vondsten concludeerden de onderzoekers dat er een groot heiligdom van circa 22 hectare uit het begin van de bronstijd (ongeveer 4000 jaar geleden) moet hebben gestaan. Daar kwamen mensen samen voor offers, begrafenissen, feesten en rituelen.
Het complex bestaat onder andere uit drie grafheuvels, waarvan de grootste met een doorsnede van 20 m tevens fungeerde als een zonnekalender: de zon scheen op de langste dag (21 juni) en kortste dag (21 december) van het jaar precies door de omliggende greppel en gaf zodoende de datum aan. Vermoedelijk konden boeren zo de seizoenen bepalen en de tijdstippen voor zaaien en oogsten. De zonnekalender van Tiel doet daarmee denken aan Stonehenge in Engeland. In plaats van steen, was de Tielse kalender gemaakt van hout, dat na verloop van tijd is vergaan. Het terrein was acht eeuwen lang in gebruik als begraafplaats. De stoffelijke resten zijn gevonden van ruim tachtig personen, die er zijn begraven of gecremeerd. Daaronder waren opvallend veel kinderen.
Via deze heuvel vormden de zonnestralen ook lijnen naar andere belangrijke plekken in het landschap, zoals offerplekken. Op die plekken werden verschillende zaken gevonden die op offers lijken of op rituelen duiden, zoals een vrouwenhoofd en een put met runderschedels op de midzomerlijn, dierenskeletten en een kostbare speerpunt. Op 200 m van het midden van de heuvel en exact in het verlengde van de zuidelijke zonneopening bevond zich een groepsgraf van zeker twintig vrouwen. In totaal zijn er een miljoen voorwerpen opgegraven, waaronder ongeveer 25.000 botresten, 32.000 scherven, 170.000 leemfragmenten, 58.000 natuurstenen en 10.000 vuurstenen. Ook bevond zich onder de vondsten een glazen kraal uit Mesopotamië, die gevonden werd in het gezamenlijke vrouwengraf.
De heuvel lag over een centraal gelegen graf uit de periode van de klokbekercultuur, tussen ongeveer 2500 tot 2000 voor Christus.
De functie van de twee kleinere heuvels is nog onbekend, maar had wellicht iets te maken met de cyclus van de maan. Andere raadsels betreffen het doel van een met palen omzoomde 'weg' die naar de grote heuvel lijkt te lopen, de vondst van een aantal kleine gebouwen vlak bij de heuvel waarvan eentje vol voorwerpen bleek te liggen, en de waterputten die tussen de grote en kleine heuvels liggen. Met behulp van de gevonden klautertakken en restanten van emmers werd er vermoedelijk afgedaald in de putten.
Op 21 juni 2023 maakten de onderzoekers in een persconferentie bekend dat niet eerder in Nederland zo'n hoogwaardige nalatenschap is gevonden van een culturele en religieuze beschaving die er 4000 jaar geleden was gevestigd.
Omdat op de plaats van de opgravingen niets meer te zien is, is de gemeente Tiel van plan het terrein te gaan gebruiken voor de uitbreiding van het bedrijventerrein. Betrokken mensen uit Tiel en elders in Nederland startten diverse petities om de vindplaats niet te bebouwen en ter plaatse bijvoorbeeld een museumpark in te richten om het verleden zichtbaar te maken. In samenwerking met de gemeente vragen de betrokken archeologen subsidie aan voor aanvullend onderzoek ter verdieping en verbreding van de verkregen inzichten.